# Fontaine-Chaalis
Fontaine-Chaalis é uma comuna francesa na região administrativa de Altos da França, no departamento de Oise. Estende-se por uma área de 33,11 km². Em 2010 a comuna tinha 357 habitantes (densidade: 10,8 hab./km²).